# Safonovo (Múrmansk)
|  | Per a altres significats, vegeu «Safonovo». |

Safonovo - Сафоново (rus) és un poble (un possiólok) de l'óblast de Múrmansk, a Rússia.

## Història
L'indret és mencionat des del començament del segle XX com un lloc de cabanes de pescadors, amb el nom de Guba Griaznaia. El 1936 s'hi construí un aeròdrom a la vora de la mar que havia de servir per a l'aviació de la marina de la flota del nord. D'aleshores ençà s'hi construïren edificis administratius de pedra i algunes cases de tres plantes típiques de l'època soviètica, però la majoria dels habitants vivien encara en isbes de fusta; la majoria, però foren destruïdes durant els anys 1980-1990. El poble rep el seu nom actual el 15 de juliol del 1954 en honor de l'heroi soviètic Safónov.